# 周喜玲
周喜玲（1970年—），河南洛阳人，回族，中华人民共和国政治人物、第十二届全国人民代表大会陕西地区代表。
毕业于中央广播电视大学法律专业。加入中国共产党。2013年，担任全国人大代表。